# Hélène Groc
Hélène Groc – francuska siatkarka. W latach 1984–1988 rozegrała 108 meczów w reprezentacji Francji.
Była zawodniczką m.in. Racing Club de France w sezonie 1988/1989, kiedy to francuska drużyna rywalizowała z siatkarkami BKS Stal Bielsko-Biała w pierwszej rundzie Pucharu Europy Mistrzyń Krajowych.
Pełniła funkcję wiceprezesa Francuskiej Federacji Siatkówki (2004-2006). W latach 1999–2016 była redaktorem naczelnym działu sportu w telewizji Canal+ France.